# 陆世科
陆世科（1561年—1644年），字从先，號正吾。浙江鄞县人，明朝政治人物。

## 生平
出自西湖陆氏。万历三十四年（1606），考中乡试。萬曆三十五年（1607年），聯捷进士。三十六年任福建建安县知县。万历三十九年（1611年），補任广东增城县知县，改东莞县。四十六年考选，四十八年授山西道御史，天啓二年（1622年）丁忧去职。四年補任山東道御史，出任两淮巡盐御史，七年革职閑住。崇祯元年（1628年）起补河南道御史，北京畿刷卷，二年升太仆寺少卿，官至大理寺卿，赠右副都御史，荫一子。

## 轶事
清人朱翊清在《埋忧集》记载陆世科为人刚正。早年陆氏家贫，在一户富人家做教书先生。当时正值黄梅天，多雨，主人家的被子受潮，要家童烘干。家童转交给陆氏，陆氏见主人家有暖炉，就去烘被。收被子的时候，主人家小妾的绣花鞋卷入被中。陆氏回房将被子展开后发现绣花鞋，也没在意，就随手丢在帐顶。
后来主人入陆氏的斋中，见到绣花鞋，起了疑心，以为陆氏和自己小妾有干系。一天深夜，让自己的小妾去陆氏寝室敲门，自己则躲在妾的身后，并手持尖刀。陆氏在房中问：“是谁？”妾回答：“是妾我”。陆氏、问：“哪有深夜女客要见我教书先生的道理？”妾恳请在三，说：“请一定要开门，妾我自有话说”。陆氏回答：“女客与我教书先生有何话说？明天请与主人同来，不然将你交给主人，到时候不要见怪羞辱”。主人见陆氏态度坚决，毅然难犯，于是亲自回应：“请开门，小弟在此”。陆氏才开门让主人进屋，但见主人持刀，大惊失色。主人见到后说：“请不要怕”。于是出示绣花鞋，道明原委。陆氏笑着说：“还好我没有私心，不然就玷污了你的刀刃”。陆氏第二天就自主辞职离去了。
陆氏之后在万历己丑考中进士，官至大理寺卿，成为朝廷命官。当时朝中多攀附魏忠贤，陆氏唯独刚正不阿，不附魏党而归，保持了气节。魏党倒台后，崇祯帝复起陆氏原官，旋即因老迈致仕。

## 遗迹遗墨
- 明崇祯三年(1630年)，月湖畔“憧憧东桥”改名作陆殿桥，以纪念陆氏。陆氏在桥边所建关帝庙，百姓俗称“湖西陆殿”。
- 今浙江宁波遗存陆世科《复兴柳亭庵大超法师碑记》[7]
- 明朝国画巨制王守谦《千雁图》手卷，陆氏长题跋：

| 书王生千雁图卷后。王生名守谦，号肖周，古堇锦衣王谔公之后裔也。早业儒，既弃儒，得家学之妙，善山水人物，名驰海内，放迹江湖，羁留数载，偶舟掠湖滨沙渚间，见鸿雁数千，飞鸣游泳，离缯缴，薄云天，野性甚适，生好之，维舟观玩竟日，录于心，因学写雁，亦以得名，今季夏，生客昭庆寺，予亦留住长干寺避暑，见生科头跣足，含毛写雁，曲尽其妙。余啧啧称赏，生曰，此特一班耳，顷予游楚见千雁沙汀，心习神会，往往运之腕指间，将为君图之，尽余能。后十日生持卷过，余视之果千雁也，飞者鸣者倦者宿者得食而顾侣者，回翔而审视者，整旅而作阵者，成字而拟空者，前后擎栖不定者，左右联翩而翼者，藏身于枯荷断苇之中者，以至有白而缩项、群雁卫而若侍者，种种未易悉数。余因询于生曰，子图千雁白者何居？生曰物之异者为王，此雁王也。余所见固有之余，起而叹曰，神矣哉。子之图雁也，夫雁阳鸟也，性介不二，知阴阳节候，宾阳恶阴得天地正气，固河渚秋霁。虞网不施呼群容与，噰噰和鸣而翔雪抟风，天阴时晦冥，高举而夜惊哀鸣，甚得君子出处知机之哲，非若百美百骏百花百鸟徒自夸多，于义无取者也。余既嘉王生之笔而更善王生之意，因题于后。崇祯癸酉（1633年）春日陆世科书。 |

## 著作
- 《国医宗旨》，陆氏刻本

## 家族
曾祖陸僑，通政司知事。祖父陸鍭。父陸大漳，歲贡生。母盧氏，継母鮑氏。具庆下。兄陸攀龍（贡士）、陸懋龍（湖廣参政）、陸継元（监生）、陸継魁（通判）。弟陸世芳。